# Axel Augis
Alex Augis (Courbevoie, 6 dicembre 1990) è un ginnasta francese.

## Biografia
Ha rappresentato la Francia ai Giochi olimpici di Rio de Janeiro 2016, gareggiando nel concorso individuale delle qualificazioni della gara a squadre.

## Palmarès
- Europei

Glasgow 2018: bronzo nel concorso a squadre.
- Giochi del Mediterraneo

Tarragona 2018: bronzo nel concorso a squadre.
- Universiadi

Taipei 2017: oro alla sbarra.